# Adam Eriksson (fotbollsspelare född 1993)
Adam Bo Kent Eriksson, född 9 augusti 1993, är en svensk fotbollstränare och före detta fotbollsspelare.

## Klubbkarriär
Erikssons moderklubb är Norbergs BK, där han började spela fotboll när han var 7-8 år. Därefter blev det tre års spel i Avesta AIK, varav ett år i A-laget. 2009 gick han till Örebro SK och fick mestadels av tiden spela för klubbens reservlag, Örebro SK Ungdom, i division 2. Efter tre år i ÖSK valde han att 2012 lämna för Karlslunds IF.
I januari 2013 värvades Eriksson av Gais, vilka han skrev på ett treårskontrakt med. Under sin första säsong i klubben spelade han 27 av 30 matcher.
I mars 2016 skrev Eriksson på för division 1-klubben Utsiktens BK. I februari 2017 skrev han på för FK Karlskrona. I januari 2018 värvades Eriksson av Superettan-klubben Norrby IF, där han skrev på ett tvåårskontrakt. Den 1 juli 2019 gick Eriksson till Utsiktens BK.
Säsongen 2022 gjorde Eriksson fyra mål på sex matcher för division 6-klubben FC Kålltorp. Inför säsongen 2023 gick han till Avesta AIK.

## Landslagskarriär
Eriksson spelade under 2010 tre landskamper för Sveriges U17-landslag.